# 世界エイズ・結核・マラリア対策基金
世界エイズ・結核・マラリア対策基金（せかいエイズ・けっかく・マラリアたいさくききん、英: The Global Fund to Fight AIDS, Tuberculosis and Malaria 頭字語＝GFATM）又は単にグローバルファンド（英: The Global Fund）は、資金調達およびパートナー調整を担う国際組織として、世界三大感染症のHIV/エイズ、結核、マラリアの流行を終わらせることを目指し、資金の動員と活用、投資を目的として設立された。スイスのジュネーブに事務局を置き、2002年1月に活動を開始した。初期に投資した最初の民間財団の1つにビル&メリンダ・ゲイツ財団がある。Appleやギャップなどが参画するプロダクト・レッドは収益を当グローバルファンドのエイズ対策に寄付してきた。
エイズと結核、マラリアという3大疾病の予防と治療、看護は「国連持続可能な開発目標（SDGs）」にも定められ、当組織はその世界最大の資金提供者で、2019年6月時点で累計416億ドル超を拠出してきた。2018年にはマラリア予防に殺虫剤処理ネット1億3100万張を配布し、抗結核治療を530万人に提供、エイズの抗レトロウイルス療法（ARV）で1890万人を支援した。2020年9月発行の活動報告書によると、設立以来3800万人を救ったとしている。
事業の特徴は資金調達メカニズムは当組織が、プログラム実施は現地のパートナーとして保健担当の官庁やNGOなどがそれぞれ棲み分け、ジュネーブに置いた唯一の事務所から職員が現地の実施を支援する形態にあり、これが奏功して他の国際的な官僚機構よりも事務局の規模を小さく収めている。この組織が定める要件に基づく国別調整メカニズム（CCM＝Country Coordinating Mechanism）を敷いて、プログラムを行う国や地域の政府とNGO、宗教組織と民間セクターおよび標記の3疾患当事者の代表を束ねて監督している。

## 創設
国際政治は20世紀の終わりにいたり、世界で最も致命的な感染症と闘い、協調的な取り組みを改善する意志を実現し始める。さまざまな多国間フォーラムを通じて合意が築かれると、これらの疾患と闘う新しい国際金融手段の創設に向かっていく。世界保健機関（WHO）は1999年12月、この課題に関して「貧困に由来する病気に対する大規模な闘い」を呼びかけた。当初案では「マラリア、結核、安全でない妊娠、エイズ、下痢性疾患、急性呼吸器感染症、はしか」の6件の取り組みが検討された。このリストは着実に絞り込まれて3つの感染症、HIV/エイズ、結核とマラリアのみが残され、今日、当グローバルファンドが取り組んでいる。
日本政府は1994年に「人口・エイズに関する地球的規模問題イニシアティブ（GII）」を発表し、この分野では7年で50億ドルの拠出金を達成して、世界の感染症対策に主導的な役割を果たす国の一つに加わると、2000年にはG8九州・沖縄サミットのホスト国として感染症の重要性を取り上げ、これがジェノバ・サミットを経て当グローバルファンドの設立に至ったと外務省は述べている。同サミットではまた、GIIの後継となる「沖縄感染症対策イニシアティブ（IDI）」を発表、取組みをさらに強化した。
2001年4月、アブジャで開催されたアフリカ首脳会談（ナイジェリア）に出席したコフィー・アナン国連事務総長（当時）は世界の指導者として公の場で初めて、この新しい資金調達メカニズムに明示的に言及すると「HIV/エイズやその他の感染症と闘う世界的な基金の創設」を提案した。2001年6月、国連総会はHIV/エイズと闘うグローバルな基金創設を承認した。同年のフィラデルフィア・リバティ・メダル受賞者に指名されたばかりであったアナンは、自らが授かった副賞10万ドルを当該の基金の「軍資金」寄付すると6月に表明する。
G8は翌月7月にジェノバ・サミット（イタリア）席上で、グローバルな基金創設の呼びかけを正式に承認したが、コフィー・アナンが必要と主張した年間70億ドルから100億ドルを大幅に下回っていた。G8の最終コミュニケは次のように宣言した。
昨年の九州・沖縄サミットでは、感染症との闘いにおいて飛躍的な進歩を遂げ、病気と貧困の間の悪循環を断ち切ることを約束した。その公約を満たして国際連合総会の呼びかけに対応するため、私たちは国際連合事務総長とともに、HIV/エイズ、マラリア、結核と闘うグローバルな基金を新規に立ち上げた。当基金は年内に運用を開始する予定である。私たちは13億ドルを拠出した。グローバルファンドは官民提携事業として他の国や民間企業、財団や学術機関に対して、出資や物品寄付、専門知識による貢献などを呼びかけるものである。
—外務省、G8コミュニケ（2001年7月22日時点）、トロント大学
当グローバルファンドの第1期政策決定委員会は18名で構成し、初回会議において第1回プロポーザルを募集した（2002年1月）。初代事務局は2002年1月にPaul Ehmer主導のもとで設置され、すぐに暫定事務局長アンデルス・ノルドストロム（スウェーデン）が就任すると、この基金の始動開始時点に拠出誓約総額19億ドルを集計した。
2002年3月、公衆衛生専門家の国際委員会が指名され、同月にプロジェクト案の検討に取り掛かる。翌4月、グローバルファンドは3つの感染症と闘う合計31ヵ国向け予算に、最初の助成金を提供した（3億7800万ドル相当）。

## 資金調達
この組織は2002年創設以来、公的部門の拠出が全調達額の95パーセントを占めている。残りの5パーセントは民間企業やプロダクトREDなど、他の資金調達の取り組みから預託された。当基金は2002年から2019年7月の期間に誓約された資金は60超の拠出国による合計512億ドル、支出額は458億ドルと発表した。2001年から2018年における出資者筆頭はアメリカであり、フランス、英国、ドイツ、日本がそれに続いている。2008年から2010年にかけて国民総所得（GNI）比で最大の出資国はスウェーデン、ノルウェー、フランス、イギリス、オランダ、スペインであった。
この組織は通常、3年に一度の「増資」と呼ばれる期間に資金を調達して使用している。初回の増資の2005年以降、2007年、2010年、2013年、2016年を経て、2019年に第6回増資を行なった。
2010年10月の第3回増資会合を控えて、資金の切迫が警告された。資金不足になればARVを受ける被治療者の施療が滞り、薬剤への耐性が発生する可能性が高まった。ミシェル・シディベUNAIDS事務局長（当時）は、資金不足というシナリオを「HIVの悪夢」と呼んだ。当グローバルファンドは2011年から2013年の支援を対象とした3回目の増資に最低200億ドル、「既存のプログラムへの資金提供の継続を可能にする」部分は130億ドルが必要と述べた。第3回増資会合の拠出金は最終的に118億米ドルが誓約され、最大の出資者アメリカに続いてフランス、ドイツ、日本が名前を連ねた。当グローバルファンドは12億米ドルの不足に言及して「今後3年間で3つの疾患を克服する努力を遅らせる、困難な決定をせざるを得なくなる」と述べた。
2011年11月、当組織の理事会は既存の助成策対応に充当する資金しかないとして、2012年の新規助成事業を全て中止した。しかし理事会は続く2012年5月の会合で前言を翻すと、2012年から2014年の期間、プログラム投資資金は16億ドルが利用可能という見通しを示した。
2013年12月、ワシントンD.C.で第4回増資会合が開催されると、2014年から2016年のプログラムに対し、25ヵ国の政府と欧州委員会、民間の財団や企業、宗教関連団体から120億ドルの拠出が誓約され、3つの病気との闘いに対して約束された資金として、設立以来、最高額を更新した。

第5回増資会合を開催したカナダのジャスティン・トルドー首相は2016年9月、モントリオール会場において拠出者から、2017年－2019年の期間に129億ドル（2016年為替レート）の誓約を取り付けた。
フランスは世界的な疾病の流行下の2019年にリヨンで第6回増資会合を主催し、2020年から2022年の資金140億ドルを調達した。

## リーダーシップ
リチャード・フィーチャムは2002年4月、当グローバルファンドの初代事務局長に任命され（任期2002年7月–2007年3月）、当組織には事業開始に「十分な」資金があると述べて、早々に活動家の批判に直面した。
当組織の基本構想をまとめたデビッド・ナバロを押さえて、後継の事務局長にミッシェル・カザツキン博士が選ばれた。ナバロは事前に「3候補で最強」と見なされており、情報筋によると同3名の資格を評価した選考委員会の付けた順位では〔ナバロ1位、カザツキン2位、（アレックス）コティーニョ3位〕とされた。
エイズヘルスケア財団（AIDS Healthcare Foundation）は「無駄、詐欺、汚職」に関する前例のない報告を受けると、2011年9月、「本格的な改革を始める」にあたりカザツキンに事務局長辞任を求めた。2011年11月、当組織の理事会はゼネラル・マネージャー職の新設と人事を発表し、これを受けたカザツキンは翌2012年1月に辞任を表明した。
前事務局長の辞任を受けた当グローバルファンドはゼネラル・マネージャー職のガブリエル・ジャラミロ着任を発表した。同人はソブリン銀行（Sovereign Bank）会長兼最高経営責任者という要職を1年前に勇退後、国連事務総長のマラリア特使室特別顧問を務めており、また当グローバルファンドとの関係では、ハイレベルの独立委員会の一員として受託者管理及びその仕組みを監視してきた。
ジャラミロは前年に受けた批判に応えて、組織の人事見直しと職員削減に踏み切った。
事務局長には2012年11月、マーク・R・ダイブル博士が任命された。ダイブル医師はエイズ患者の診療に当たったのち、アメリカのブッシュ政権のもとでグローバルエイズの調整役を務め（2006年–2009年）、大統領エイズ救済緊急計画（PEPFAR）の実施を主導した人物である。オバマ政権への移行で同職を離れると、移籍先の当グローバルファンドで2017年まで事務局長職を務めたのち、ジョージタウン大学で教鞭を執った。
ダイブルの後継者を探す2017年の指名プロセスは難航した。当グローバルファンドの理事会は指名プロセス再開を待つ間、事務局長代行に局内からマライケ・ヴェインロクス博士を任命した（Marijke Wijnroks＝2013年–2017年同組織の職員代表）。
理事会が2017年に選出した銀行家のピーター・サンズ（イギリス）は、2018年に同事務局長に就任した。

## 運営
当グローバルファンドの2002年1月設立にあたり、本拠地を置くスイスの法律に準じて独立非営利財団と規定されて、世界保健機関をホスト機関に指定した。その後、2009年1月に行政自治組織に分類替えされ、世界保健機関との行政サービス契約は終了した。
当組織はその活動趣旨に「成果に基づく各国への資金提供」を掲げながら、2009年に5年評価を受けたところ、常設の技術職不在のせいでプロジェクトの成果を確認する能力が欠けると結論された。そのため、実績を支出金額または現地導入用の物品購入額で算定する傾向が見られた。また組織開設直後に純粋な資金調達メカニズム単体では機能しないとすでに明らかになり、施策の設計と草案の作成、実施支援に軸足を移した。そのなか、当組織発の資金提供プロジェクトは多くの国で、国連開発計画が責任を負っている。これらを総括して当組織を最も正確に説明するなら、既存の保健機構に対する財政補填をになう存在であって、個別の取り組みはその本領に当たらない。
当グローバルファンドはスイスのジュネーブに事務局を置き、職員約700人を雇用している。他の国には拠点がなく事業所も職員も置かない点から、国際機関としては非常に規模が小さいと言える。
2013年、当組織は各国あての資金に新しい分配方式を採用した。この資金調達モデルでは、支援に適する国ごとに3年間の資金を割り当てる。3年ごとの「増資」による資金調達という仕組みの原資は、その期間に政府や他の拠出者から誓約された金額に依拠しており、その総額によって支援適格国にわたる支援総額も変動する。
支援対象となる各国には資金の活用方法を概説した申請書の提出が規定され、国別調整メカニズム委員会（CCM）が窓口となる。規定によると、CCMはそれぞれの国で資金を受けてプログラムを実施する主体を「主要な受領者」（primary recipient）と呼び、個別の機関や団体を指名する。この申請書を元に、各国への支援金額や内容は当グローバルファンド内の独立した「技術審査パネル」が審査する。申請の承認を受け、世界基金は主要な受領者に対して、合意された指標と成果ならびに実費に基づいて資金を動かす。成果と費用の見直しはほとんどの国で国際的な会計監査会社「ローカルファンド・エージェント」が受託し、定期的に実施している。

## 外部ネットワーク
グローバルファンドから資金を受けて3大疾病対策を効率よく大規模に推し進める世界各地のNGOは通称GFAN（Global Fund Advocates Network、仮＝グローバルファンド支持者連絡協議会）を組んでいる。この組織はグローバルファンド助成金第7サイクル（GC7）でも資金の偏重を改めるなど政策に提言を寄せ、実際の活動はそれぞれの国で進めていく。日本には民間団体の「グローバルファンド日本委員会」が2004年3月に設立され（略称FGFJ＝Friends of the Global Fund, Japan）、グローバルファンドや関連する情報を日本語で伝える。運営母体は公益財団法人日本国際交流センター。
これら世界各地域にある組織を「フレンズ・グループ」と総称する。アフリカ、アメリカ、大洋州、ヨーロッパなどに同様の組織がある。

## 助成金申請
グローバルファンドが提示する助成分野に関心を寄せ、申請の補佐に関与する各所は、それぞれの分野で情報を発信し他の組織の取り組みを告知する。
グローバルファンドが支給する助成金は第7サイクル（GC7＝2023-2025）を迎え、課題を「危害削減 ：権利擁護を支える証拠」と定めた。助成金申請の支援団体では、それぞれの現場で何を問題と捉えてどんな具体策を進めるとよいか、データと証拠を対比させた解説書を用意し配布した。
同第7サイクルは、既存の社会構造介入もその主眼とする。活動の対象は薬物使用者、内容は包括的なサービスを施して薬物・習慣化に起因する危害を減らしたり、法律および政策改革を援護して当事者ならびに課題と犯罪の切り離しを促すよう求められ、助成金は活動主体にその機会をもたらす。
たとえば薬物依存者擁護のHRI（Harm Reduction International）は、ユーラシア危害削減協会、薬物使用者アジア・ネットワークと協同で概論をまとめた。HRIは日頃からそれぞれの担当地域で意思決定者と交渉する薬物害軽減支持者、薬物使用者・害軽減支持組織をおさえ、グローバルファンド助成金申請の第7サイクルで申請の実務に取り組む書類作成部署と国調整メカニズム（CCM）を視野に入れた。
GFAN（仮：グローバルファンド支持者連絡協議会）がまとめた情報源を紹介する。
- 結核の新養生法（抄約版[64]） 世界保健機関推奨。耐性結核菌、薬剤に過敏な患者の治療について。助成金受給事業の対象。
- 主要で脆弱な人口の概要：エイズ22会議に備えて[65]。脆弱で重要な人口が継続して直面する課題のいくつかに着目。
- 上記のほか、提携先の資料を告知する。

グローバルファンドは、資金調達サイクル全体を通して市民社会と地域社会が請け負う貢献、特に経過の監視における役割を強化する新戦略を押し出した。
- - 仮題：グローバルファンド（GC7）の資金申請者、地域社会の保健担当者、鍵となる人々を結ぶツールボックス（仏: Boite à outils - Pour une intégration significative des acteurs de la santé communautaire et des populations clés dans l’accès aux financements du Fonds mondial[66]）。

- - APCASO：白書「コミュニティ主導のモニタリングの最善手法」[67]：人々はみずから望んで助成金とプログラムの監視に果たす役割を拡大しようとしており、実現には既存の取り組みから学ぶことが必須。

評価とその基本を他の文脈から応用するには
- - EANNASO CCMスコアカード[68]：アフリカの英語圏諸国が提出したCCM9件を評価。

- - 国際エイズ協会：グローバルファンドの HIV・結核・マラリア対策助成金申請にコミュニティ主導の監視（CLM）と権利擁護（アドボカシー）を組み込むには。解説書[69]はフランス語、スペイン語、ポルトガル語で提供。

- - ストップ結核パートナーシップ（Stop TB Partnership）[70]が準備した情報源。結核の当事者集団やその権利、ジェンダー活動を含め、資金確保を解説。
    - 優先介入とは[71]。
    - 投資パッケージ：結核CRG資金投与の行動計画を策定するには[72]。

- GNP+
  - 情報源を準備し、地域社会が主導する「説明責任と影響力、監視プログラム（CLAIM）」に役立てる。対象はGC第7サイクルにおいて地域社会の有意義な関与に関心のある人々。
  - 助成金申請の第7サイクル（GC7）に結核対策CRG優先介入を盛り込むには[73]。
- 危害削減インターナショナル（Harm Reduction International）
  - 助成金申請の第7サイクル（GC7）に危害削減を適切に統合する方法。既存の概要の更新版[74]。